# Mimosa odorant
Vachellia karroo
Ne doit pas être confondu avec le Mimosa des fleuristes.
Pour les articles homonymes, voir Mimosa.
Espèce
Synonymes
- Acacia capensis (Burm.f.) Burch.[2]
- Acacia dekindtiana A. Chev.[3]
- Acacia hirtella E.Mey.[2]
- Acacia horrida Hort.[4]
- Acacia karroo Hayne[4] [3]
- Acacia natalitia E.H. Mey[4]
- Acacia reticulata (L.) Willd.[2]

Le Mimosa odorant, parfois appelé Mimosa karoo (Vachellia karroo) est une espèce de plantes à fleurs de la famille des Fabacées. C'est un arbuste originaire du sud de l'Afrique.

## Description

### Organes végétatifs
Les feuilles sont composées. Les branches sont garnies de longues épines très acérées.

### Organes reproducteurs
La floraison a lieu à partir du début de l'été. L'inflorescence est un racème simple de fleurs hermaphrodites, jaunes, en forme de pompon ; la pollinisation est entomogame.
Le fruit est une gousse.

## Aire de répartition et habitat
Cette espèce est originaire du sud de l'Afrique.

## Rôle écologique
Cet arbuste est une bonne source de fourrage en fournissant du feuillage, des fleurs et des gousses dépourvus de cyanure d'hydrogène (parfois présent chez d'autres espèces africaines d'acacia). Les fleurs, mellifères, fournissent une bonne quantité de nectar et de pollen pour les abeilles et autres butineurs. La gomme exsudée au niveau des blessures de l'écorce est comestible et d’un goût agréable ; elle est consommée par divers animaux tels que les galagos. Les chenilles de plusieurs espèces de papillons dépendent de cet arbre, telles que les chenilles de Charaxes zoolina zoolina et d’Azanus jesous. L'arbre attire les insectes par ses fleurs et sa gomme, et de fait attire aussi les oiseaux insectivores. Il est une source appréciable d’ombrage dans les régions arides dont il est originaire, et aussi un site de nidification pour plusieurs espèces d’oiseaux.

## Appellations et systématique

### Synonymes
- Acacia dekindtiana A.Chev.
- Acacia karoo Hayne (variante d'orthographe)
- Vachellia karroo (Hayne) Galasso & Banfi
- Acacia inconflagrabilis Gerstner

## Utilisations
Le bois est dur et lourd, mais sensible aux attaques des insectes xylophages. Il est et a été utilisé pour de multiples usages, tels que la fabrication de canots ou de clôtures. Les épines sont utilisées comme épingle ou comme aiguille à coudre. La gomme est comestible. Elle a été un temps commercialisée sous le nom de « gomme du Cap » et utilisée dans la fabrication de confiserie. L'écorce contient des tannins utilisables pour tanner le cuir et lui donner une couleur brun-rouge, mais cela lui confère aussi une mauvaise odeur. Le phelloderme, souple, peut être utilisé, une fois trempé dans l'eau, pour tresser des cordes.

## Répartition

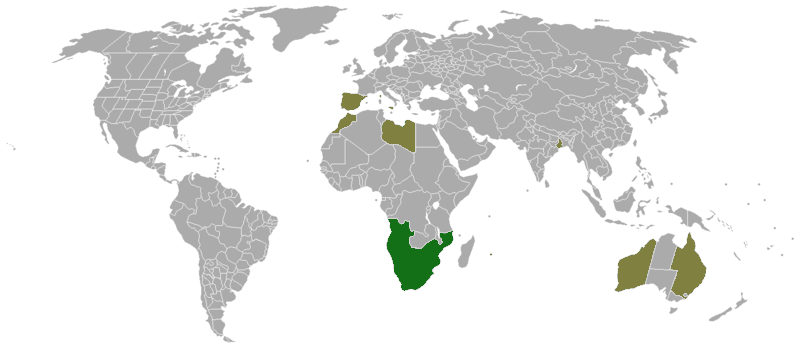
Présence naturelle
Introduit